# Jewgeni Nikolajewitsch Beluchin
Jewgeni Nikolajewitsch Beluchin (russisch Евгений Николаевич Белухин, ukrainisch Євген Миколайович Бєлухін/Jewhen Mykolajowytsch Bjeluchin; * 20. August 1983 in Sarow, Russische SFSR, Sowjetunion) ist ein russisch-ukrainischer Eishockeyspieler, der seit 2014 beim HK Saryarka Karaganda in der Wysschaja Hockey-Liga unter Vertrag steht.

## Karriere
Jewgeni Beluchin begann seine Karriere als Eishockeyspieler bei Torpedo Nischni Nowgorod, für dessen zweite Mannschaft er von 1999 bis 2002 in der drittklassigen Perwaja Liga aktiv war. In der Saison 2001/02 gab er für parallel für Motor Sawolschje sein Debüt in der Wysschaja Liga, der zweiten russischen Spielklasse. Dabei erzielte er in 18 Spielen zwei Tore und gab eine Vorlage. In der folgenden Spielzeit erreichte er mit Torpedo Nischni Nowgorod als Zweitligameister den Aufstieg in die Superliga, aus der er in der Saison 2003/04 mit seiner Mannschaft den direkten Wiederabstieg hinnehmen musste. Während der Saison 2004/05 lief er parallel für Nischni Nowgorod in der zweiten Liga und den Drittligisten HK Sarow auf.
Von 2005 bis 2009 spielte Beluchin für Neftjanik Almetjewsk in der Wysschaja Liga. Bei Neftjanik gehörte er durchgehend zu den Führungsspielern und erzielte in jeder der vier Spielzeiten mindestens 30 Scorerpunkte. Daher erhielt er zur Saison 2009/10 die Möglichkeit zum HK Lada Toljatti zu wechseln, für den er in der ein Jahr zuvor neu gegründeten Kontinentalen Hockey-Liga in 35 Spielen je fünf Tore und Vorlagen erzielte. Zur folgenden Spielzeit wurde der Russe vom KHL-Teilnehmer Metallurg Nowokusnezk verpflichtet, nachdem sich der HK Lada Toljatti aus finanziellen Gründen in die neue zweite russische Spielklasse, die Wysschaja Hockey-Liga, zurückziehen musste. Für die Saison 2011/12 wechselte er zum ukrainischen WysHL-Neuling HK Donbass Donezk. Zwischen 2012 und 2014 spielte er mit Donbass in der Kontinentalen Hockey-Liga.

### International
Beluchin, der inzwischen auch über die ukrainische Staatsbürgerschaft verfügt, trat für sein neues Heimatland erstmals bei der Weltmeisterschaft 2014 in der Division I an. Der Center erzielte dabei beim 3:0-Erfolg gegen Ungarn den Führungstreffer der Ukrainer und traf bei der 3:5-Niederlage gegen Slowenien zur zwischenzeitlichen 3:2-Führung.

## Erfolge und Auszeichnungen
- 2003 Meister der Wysschaja Liga und Aufstieg in die Superliga mit Torpedo Nischni Nowgorod

## Statistik
(Stand: Ende der Saison 2013/14)